# Рене Тречок
Рене Тречок (нім. René Tretschok, нар. 23 грудня 1968, Ольфен) — німецький футболіст, що грав на позиції півзахисника. Згодом — футбольний тренер.
Виступав, зокрема, за клуб «Боруссія» (Дортмунд).
Дворазовий чемпіон Німеччини. Переможець Ліги чемпіонів УЄФА. 

## Ігрова кар'єра
У дорослому футболі дебютував 1988 року виступами за команду клубу «Галлешер», в якій провів чотири сезони. 
Своєю грою за цю команду привернув увагу представників тренерського штабу клубу «Боруссія» (Дортмунд), до складу якого приєднався 1992 року. Відіграв за дортмундський клуб наступні п'ять сезонів своєї ігрової кар'єри. За цей час двічі виборював титул чемпіона Німеччини, ставав переможцем Ліги чемпіонів УЄФА. В сезоні 1993/94 на умовах оренди грав також за клуб «Теніс Боруссія».
Згодом з 1997 по 2007 рік захищав кольори команд клубів «Кельн», «Герта» та «Бабельсберг». 
Завершив професійну ігрову кар'єру у нижчоліговому клубі «Грун-Вайс Вольфен», за команду якого виступав протягом 2007—2008 років.

## Тренерська робота
З 2005 року, продовжуючи грати за нижчолігові команди, став працювати у клубній системі берлінської «Герти» на посаді тренера юнацької команди. 
На початку 2012 року деякий час виконував обов'язки головного тренера основної команди берлінського клубу.

## Титули і досягнення
- Чемпіон Німеччини (2):

«Боруссія» (Дортмунд): 1994–95, 1995–96
- Володар Суперкубка Німеччини (2):

«Боруссія» (Дортмунд): 1995, 1996
- Володар Кубка німецької ліги (2):

«Герта»: 2001, 2002
- Переможець Ліги чемпіонів УЄФА (1):

«Боруссія» (Дортмунд): 1996–97